# Bérkut (Crimea)

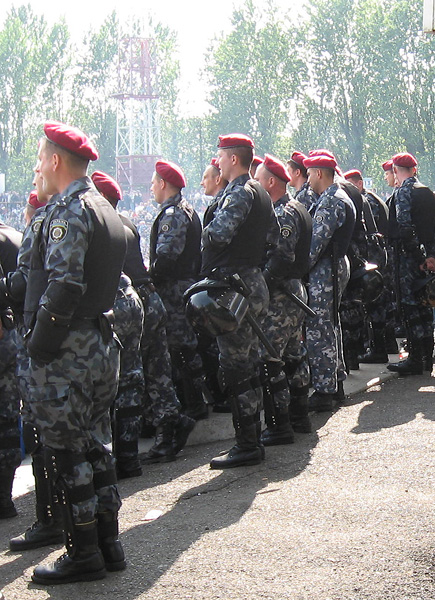
Efectivos del Bérkut hacia 2007.

El Bérkut (en ucraniano: Бе́ркут, en ruso: Беркут) fue el sistema de policía especial de la milítsiya ucraniana dentro del Ministerio de Asuntos Interiores. Actualmente su unidad en la República de Crimea se incorporó al Ministerio del Interior de Rusia desde marzo tardío de 2014 preservando su nombre anterior.

## Historia
Después de la Revolución ucraniana de 2014, cuando el Bérkut fue hecho responsable por el nuevo gobierno interino de casi 100 muertes civiles, el ministro de Interior Arsén Avákov firmó un decreto que disolvió a la agencia. Como resultado de la crisis de Crimea de 2014 y el referéndum en Crimea, que permitió la anexión de Crimea y Sebastopol a Rusia como sujetos federales de Rusia el 21 de marzo de 2014, tres días después Rusia anunció que la unidad de Crimea de los Bérkut preservaría su nombre y se incorporaría al Ministerio del Interior de Rusia.
El nombre significa águila real, o Aquila chrysaetos, en ucraniano, refiriéndose a un raptor asociado históricamente con la cetrería de mamíferos más grandes, particularmente zorros.[cita requerida]
Fue el sucesor de Ucrania del OMÓN soviético. Operó semi-autónomamente y estaba gobernado al nivel regional o local (óblast, raión, ciudad). Usado inicialmente para combatir contra el crimen organizado, empezó a ser usado por la policía (milítsiya) para Seguridad Pública. Su nombre completo era «Unidad(es) de Asignamiento Especial de Milítsiya» «Bérkut». Había una unidad «Bérkut» en cada región (óblast) y en cada ciudad grande del país. Entre las unidades policíacas especiales en Ucrania, «Bérkut» se volvió un sobrenombre para todas las demás.
El propósito principal declarado (en Ucrania) de la fuerza especial nacional era el control de multitudes. Sin embargo, el Bérkut también ha sido acusado de tomar parte en fraudes y de aterrorizar y atacar a votantes ucranianos que no eligieran a candidatos del partido de Yanukóvich para los gobiernos locales, y tuvo una historia bien documentada de secuestros, asaltos y torturas a los manifestantes durante el Euromaidán y la Revolución naranja a una menor extensión.
Hacia abril de 2014, durante las protestas prorrusas en el este de Ucrania, la unidad especial que operaba en Sebastópol se dirigió a sus colegas del óblast de Donetsk, animándolos a pasarse al bando de los separatistas, hecho que realizaron horas más tarde.